# Ingás
Ingás é um distrito do município brasileiro de Nova Granada, que integra a Região Metropolitana de São José do Rio Preto, no interior do estado de São Paulo.

## História

### Formação administrativa
- O distrito de Ingaí (na grafia arcaica Ingahy) foi criado pela Lei nº 2.248 de 27 de dezembro de 1927 com sede no povoado homônimo no território do município de Nova Granada[4][5].
- O Decreto-Lei nº 14.334 de 30 de novembro de 1944 altera a denominação para Ingás. Pelo mesmo Decreto-Lei perdeu terras para a formação do distrito de Onda Branca[6].

## Geografia

### Demografia

#### População urbana
| Crescimento população urbana | Crescimento população urbana | Crescimento população urbana | Crescimento população urbana |
| Censo                        | Pop.                         |                              | %±                           |
| ---------------------------- | ---------------------------- | ---------------------------- | ---------------------------- |
| 1934                         | 187                          |                              |                              |
| 1940                         | 334                          |                              | 78,6%                        |
| 1950                         | 214                          |                              | −35,9%                       |
| 1960                         | 206                          |                              | −3,7%                        |
| 1970                         | 198                          |                              | −3,9%                        |
| 1980                         | 192                          |                              | −3,0%                        |
| 1991                         | 252                          |                              | 31,3%                        |
| 2000                         | 241                          |                              | −4,4%                        |
| 2010                         | 175                          |                              | −27,4%                       |
| 2022                         | 142                          |                              | −18,9%                       |
| Fonte: IBGE e Fundação SEADE |                              |                              |                              |

#### População total
Pelo Censo 2022 (IBGE) a população total do distrito era de 413 habitantes. Anteriormente, pelo Censo 2010 (IBGE), a população total do distrito era de 405 habitantes.

### Área territorial
A área territorial do distrito é de 112,352 km² (IBGE 2022).

### Rodovias
O principal acesso ao distrito é a estrada vicinal SP-423 - Mangaratu - Ingás.

## Serviços públicos

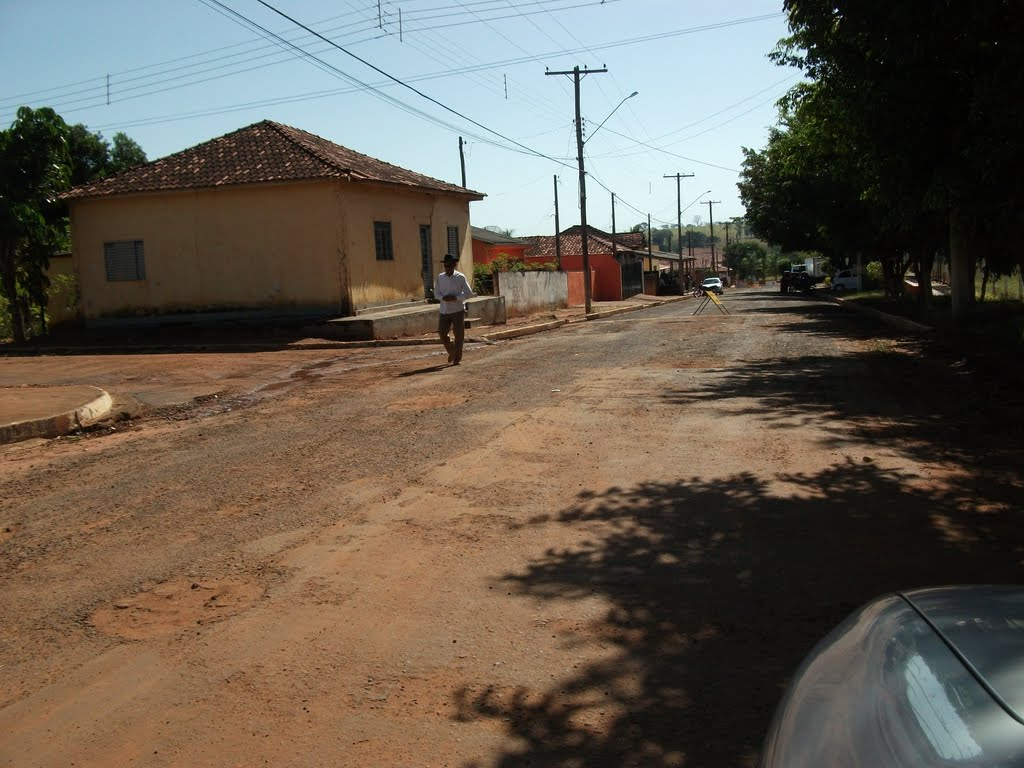
Entrada do distrito.

### Registro civil
Atualmente é feito na sede do município, pois o cartório de registro civil do distrito foi extinto pelo  Tribunal de Justiça do Estado de São Paulo, e seu acervo foi recolhido ao cartório do distrito-sede.

### Saneamento
O serviço de abastecimento de água é feito pela Companhia de Saneamento Básico do Estado de São Paulo (SABESP).

### Energia
A responsável pelo abastecimento de energia elétrica é a CPFL Paulista, distribuidora do grupo CPFL Energia.

## Religião
O Cristianismo se faz presente no distrito da seguinte forma:

### Igreja Católica
- A igreja faz parte da Diocese de São José do Rio Preto[19].

### Igrejas protestantes
- Congregação Cristã no Brasil[20].